# Stictopisthus takemotoi
Stictopisthus takemotoi är en stekelart som beskrevs av Kusigemati 1985. Stictopisthus takemotoi ingår i släktet Stictopisthus och familjen brokparasitsteklar. Inga underarter finns listade i Catalogue of Life.